# Вороная (приток Волчьей)
Ворона́я (укр. Ворона́) — река на Украине, левый приток Волчьей (бассейн Самары). Протекает на западе Донецкой области и на востоке Днепропетровской. Длина реки — 36 км.
Устье реки находится в 166 км по левому берегу от устья Волчьей, возле села Орестополь напротив Великомихайловки.